# Perianthosuta
Perianthosuta é um gênero de mariposa pertencente à família Acrolophidae.